# پوروا میمامسا سوترا
میمامسا سوترا (Mīmāṁsā Sūtra; سانسکریت: मीमांसा सूत्र) یا پوروا میمامسا سوترا (حدود ۳۰۰–۲۰۰ ق. م)، نوشته ریشی جیمینی، یکی از مهم‌ترین متون فلسفی هندو باستان است. اساس میمامسا، اولین مکتب از شش مکتب دارشاناس، فلسفه هند را تشکیل می‌دهد. طبق سنت، حکیم جیمینی یکی از شاگردان حکیم ودا ویاسه، نویسنده مهاباراتا بود.

## بررسی اجمالی
این اثر به دوازده بخش (فصل) تقسیم می‌شود که شصت پادا (بخش) دارد.
این متن قوانینی را برای تفسیر وداها ارائه می‌کند، و همچنین با ارائه معنا و اهمیت آیین‌های ودایی برای دستیابی به موکشا، توجیه‌های فلسفی برای رعایت آیین‌های ودایی ارائه می‌کند.

## تفسیرها
در طول قرن‌ها، تفسیرهای زیادی بر این متن نوشته شد، که مهم‌ترین آن‌ها «شبارا باشیا» نوشته شابارا است، که تنها تفسیر موجود بر تمام ۱۲ فصل میمامسا سوتراهای جیمینی است. تفاسیر عمده نوشته‌شده بر متن و همچنین سبارا بهاسیا توسط کوماریلا بهاتا و پرابهاکارا میشرا بوده‌است.

## فلسفه
جیمینی، در میمامسا سوترا خود، فعالیت مادی و نتایج آن را به‌عنوان کل واقعیت (vipanam rtam) ارائه می‌کند. او و طرف‌داران بعدی فلسفه میمامسا تعلیم می‌دهند که وجود مادی بی‌پایان است و رهایی وجود ندارد. برای میمامسا، چرخه کارما همیشگی است و بهترین چیزی که می‌توان به‌دنبال آن بود، تولد بالاتر در میان دواها است؛ بنابراین، آن‌ها معتقدند که تمام هدف وداها درگیر کردن انسان‌ها در مراسمی برای ایجاد کارمای خوب است، و در نتیجه مسئولیت اصلی روح بالغ این است که معنای دقیق دستورهای قربانی وداها را مشخص کند و آن‌ها را اجرا کند.
| « | کودانا-لاکسانو «رتو دارما: "وظیفه چیزی است که با دستورهای وداها مشخص شده‌است.» (میمامسا سوترا ۱٫۱٫۲) | » |

## محتوا
میمامسا سوترا شامل دوازده فصل است:
- در فصل اول به ورود مجموعه کلماتی که معانی مختلفی دارند پرداخته شده‌است. مانند دستور (ویدی)، قطعه توضیحی (آرتاوادا)، سرود (مانترا)، سنت (اسمریتی) و غیره.
- در فصل دوم، بحث‌هایی در مورد اختلاف شعائر، ابطال ادله سهو و غیره مطرح شده‌است.
- در فصل سوم، شروتی، حس گذر (لینگا)، سیاق (واکیا) و وزن مربوط به آن‌ها در هنگام تقابل ظاهری با یکدیگر، مراسمی که پراتیپاتی-کرمدنی نامیده می‌شود؛ مواردی است که اتفاقاً (آنارابیادیتا) ذکر شده‌است و وظایف آن‌ها بیان می‌شود.
- در فصل چهارم، تأثیر بر سایر آداب آیین‌های اصلی و فرعی، میوه ناشی از جوهو و تاس‌بازی، که بخش فرعی قربانی راجاسویا را تشکیل می‌دهد، توضیح داده شده‌است.
- فصل پنجم به‌ترتیب نسبی قسمت‌های مختلف شروتی، بخش‌های مختلف قربانی و غیره می‌پردازد.
- در فصل ششم، افراد واجد شرایط برای قربانی، تعهدات آن‌ها، جانشین مواد مورد استفاده در قربانی، آداب کفاره و آتش‌های مختلف قربانی بیان شده‌است.
- در فصل هفتم و هشتم، انتقال مراسم و انتقال به فضیلت از قربانی به قربانی دیگر مطرح شده‌است.
- در فصل نهم، اقتباس از سرودها در مضمون جدید (اوها) و ملودی‌ها (سمن‌ها) و مانتراها مطرح شده‌است.
- در فصل دهم، بحث بر سر عدم اجرای آداب اولیه و مناسک وابسته، تقدیم به ناواگراها و غیره است.
- در فصل یازدهم در مورد تانترا (ترکیب چند عمل یک) و آواپا (انجام یک عمل بیش از یک بار) بحث شده‌است.
- در فصل دوازدهم پراسانگا، تانترا و تجمع آداب هم‌زمان (ساموچچایا) توضیح داده شده‌است.